# Svensby
Svensby är en by i Lyngens kommun i Troms fylke i norra Norge. Orten ligger vid fylkesväg 91, på östra sidan av Ullsfjorden. Den har färjeförbindelse med byn Breivikeidet på andra sidan fjorden.